# Examen de conscience
L'examen de conscience est un exercice spirituel, religieux ou non, par lequel une personne examine, en conscience, dans quelle mesure elle a fait ou promu le bien et résisté – ou succombé – au mal dans les démarches, attitudes et pensées de sa vie quotidienne, le tout en vue d’améliorer la qualité morale ou religieuse de sa vie. Les examens de conscience sont souvent basés sur des questions tournant autour des dix commandements.
Cette pratique a des précurseurs dans les traditions pythagoricienne et stoïque de la Grèce antique. Elle est reprise dans la tradition chrétienne depuis les temps les plus anciens. Cependant, si l’examen de conscience est fait dans une perspective religieuse, particulièrement dans le christianisme, succomber au mal est considéré comme une offense à l’amour de Dieu et est donc un péché qui demande que l’on sollicite Son pardon. Le pardon divin peut être obtenu par le sacrement de réconciliation.
Cette pratique a clairement influencé l'examen critique de ses propres préjugés qu'entreprend René Descartes dans le Discours de la méthode, même si celui-ci ne poursuit pas en premier terme le bien moral, mais la vérité. C'est aussi un antécédent de l'autocritique publique, que certains hommes et courants politiques (notamment dans le marxisme) ont cru devoir faire.

## Pratique chrétienne de l’examen
L’examen de conscience fut fortement encouragé dans la tradition spirituelle catholique. Des questionnaires détaillés furent préparés et circulaient, permettant aux fidèles d’examiner leur conscience morale avec ordre et méthode, de distinguer les « péchés » des « imperfections », les « péchés véniels » des « péchés mortels », les péchés « par commission » des péchés « par omission », etc.
L’examen de conscience n’est pas par lui-même lié au sacrement de pénitence, mais il est nécessaire de le pratiquer pour se préparer à recevoir ce sacrement car celui-ci comporte nécessairement un aveu des péchés commis. L'examen de conscience est mentionné dans le catéchisme de l'Église catholique comme faisant partie d'une démarche de conversion, en prélude à l'exercice du sacrement de pénitence et de réconciliation.
Le pape François a souligné, lors de la deuxième journée mondiale de prière pour la sauvegarde de la Création en 2016, la nécessité de l'examen de conscience, pour que le fidèle discerne s'il a péché contre la Création. Le 9 février 2019, devant des experts en théologie morale, le pape François a regretté que « Nous n’avons pas encore conscience de ce type de péché ».
Les maîtres spirituels chrétiens insistent sur l’importance de la foi en un Dieu, Père miséricordieux, comme élément essentiel de la pratique de l’examen de conscience. Hors de cette perspective, il pourrait y avoir danger que l’examen tourne en une introspection morbide qui peut conduire à une scrupulosité maladive et psychologiquement débilitante qui n’a rien d’une attitude spirituelle.

### Ordre et méthode
Dans une perspective chrétienne, l'exploration ne doit pas nécessairement être exhaustive, mais elle doit conduire à une attitude intérieure d'humilité, de repentir et de dépendance de Dieu. Il est inutile de chercher à se justifier devant Dieu.
Voici un exemple de sujets d'examen à aborder dans cet ordre :
1. Fautes commises contre les commandements de Dieu (Décalogue);
2. Fautes commises contre les Commandements de l’Église;
3. Péchés capitaux; une importance particulière est accordée à l'orgueil, opposé à la vertu d'humilité recherchée par le christianisme. Aussi examine-t-on cinq de ses formes : la vaine gloire (vantardise, dissimulation/duplicité) ; l'ambition ; le mépris d'autrui ; les formes de vengeance ; l'entêtement et l'obstination;
4. Les fautes commises contre le Devoir d'état, elles-mêmes réparties en cinq classes :
  1. en ce qui concerne soi-même,
  2. envers le prochain,
  3. envers sa famille,
  4. dans le domaine professionnel,
  5. comme citoyen responsable (devoirs civiques).

### Régularité
S’il est fait en présence de Dieu et dans l’ouverture à l’Esprit-Saint, l’examen de conscience est un exercice spirituel qui est « prière » et, comme d’autres prières, peut se pratiquer en toutes circonstances et n’importe où, bien que beaucoup préféreront l’atmosphère d’un lieu sacré tel un oratoire ou une église.
Ignace de Loyola, maître du progrès méthodique dans la vie spirituelle fait la distinction entre l'examen particulier, qui doit être fait deux fois par jour (Ex. spir. nos  25-26), et l'examen général (Ex. spir. nos  32-44), à faire plusieurs fois par an.
L'examen particulier a pour but la correction systématique d’un péché ou d’un penchant mauvais. Pour sa part, l’examen général a pour but la purification intérieure et la préparation au sacrement de pénitence. Comme toujours, Ignace insiste sur la nécessité d’adapter cette pratique spirituelle à la situation particulière et à la psychologie de chacun.
Une « confession des péchés » (dans le cadre du sacrement de pénitence) étant requise au minimum une fois l'an, en vertu du deuxième commandement de l'Église, c'est le nombre minimal de fois où un chrétien sera censé effectuer son examen de conscience général, et établir en collaboration avec le prêtre un plan pour remédier à ses défaillances répétées. L'exercice est naturellement considéré comme plus utile et plus formateur s'il a lieu plus fréquemment, pour autant que le danger de verser dans les scrupules soit clairement prévenu.

### Dangers concernant l'examen de conscience
In medio stat virtus, rappelaient les Anciens. De la même façon, un examen de conscience est censé se tenir à égale distance de deux extrêmes :

#### Le quiétisme
Les quiétistes estiment l’examen de conscience inutile, notre propre cœur étant inscrutable par tout autre que Dieu, et ne pouvant que très superficiellement nous être connu.
Une opinion exprimée dans les rangs du quiétisme était même : « Toute réflexion sur nous-mêmes est nuisible, même l’examen de nos fautes ». Rome a condamné cette dernière attitude.

#### Le scrupule
On nomme ainsi la recherche trop pointilleuse des moindres fautes, ce qui peut conduire dans la complexité qui résulte... à l’oubli des choses vraiment importantes! Il est admis que l'important est pour le croyant de distinguer des grandes tendances et lignes de clivage, afin de pouvoir (comme il le demande en confession lorsqu'il récite son acte de contrition) agir sur lui-même pour s'améliorer.
Jean Lafrance rappelle qu'il n'est pas question de dresser un inventaire systématique des vices et des vertus « dans une recherche planifiée et mécanique de la perfection ». L'examen de conscience particulier doit plutôt être vécu comme « une rencontre personnelle, respectueuse et loyale, avec le Seigneur dans nos cœurs ». De plus, la plus grande valeur de l'examen de conscience ne réside pas dans la recherche des défauts et leur correction, mais dans l'obéissance à l'Esprit qui nous montre la voie de la conversion.